# Civilization V: Bogowie i królowie
Cywilizacja V: Bogowie i królowie (ang. Sid Meier's Civilization V: Gods & Kings) – pierwszy oficjalny dodatek do gry turowej Civilization V. Dodaje religię, szpiegostwo, a także ulepszona została AI gracza komputerowego.

## Rozgrywka
Wraz z powyższymi nowościami zostały wprowadzone ulepszenia w dyplomacji oraz dziewięć nowych cywilizacji, nowe jednostki i budynki. Mechanizm religii polega na traktowaniu wiary jako surowca, który pozwala tworzyć graczowi własną religię. Dyplomacja została przebudowana tak, aby mogła zawierać w sobie szpiegostwo, zagraniczne ambasady i nowe typy miast-państw: religijne i handlowe. Miasta-państwa posiadają nowy system zadań, inteligencja gracza komputerowego AI została zmieniona tak aby lepiej radził sobie z zaawansowanymi operacjami jak prowadzenie wojen drogą morską.
Dodatek zawiera również nowe scenariusze skupione na upadku Rzymu, epoce średniowiecza, oraz kampanię steampunk osadzoną w czasach wiktoriańskich. 
Nowe cywilizacje w dodatku to: Bizancjum, Kartagina, Celtowie, Majowie, Holandia, Hunowie, Etiopia, Austria oraz Szwecja.

### Religia
Bogowie i królowie dodał do mechaniki rozgrywki religię. Gracz może stworzyć religię i dostosować jej różne elementy, które będą wpływały na przebieg gry. Wiara jest pozyskiwana poprzez użycie proroków oraz misjonarzy dzięki czemu gracz może rozszerzać wpływy własnej religii na świecie. Wpływ religii na rozgrywkę jest największy podczas pierwszych faz gry i systematycznie spada, aż do ery nowoczesnej, gdzie ma ona znikomy wpływ na dyplomację i stosunki międzynarodowe.
W grze jest zawarte jedenaście religii: buddyzm, chrześcijaństwo, konfucjanizm, hinduizm, islam, judaizm, shintoizm, sikhizm, taoizm, tengryzm oraz zaratusztrianizm, ponadto gracz ma możliwość stworzenia własnej. 